# Pteragogus
Pteragogus – rodzaj ryb okoniokształtnych z rodziny wargaczowatych.

## Klasyfikacja
Gatunki zaliczane do tego rodzaju:
- Pteragogus aurigarius
- Pteragogus cryptus
- Pteragogus enneacanthus
- Pteragogus flagellifer
- Pteragogus guttatus
- Pteragogus pelycus
- Pteragogus taeniops